# Premier League Snooker 2008
| Premier League Snooker 2008 |                    |
| Sieger                      | Ronnie O’Sullivan  |
| Austragungsort              | Großbritannien     |
| Eröffnung                   | 11. September 2008 |
| Endspiel                    | 7. Dezember 2008   |
| Höchstes Break              | 139 ( Ding Junhui) |

Die Premier League Snooker 2008 (offizieller Name: 2008 PartyPoker.com Premier League Snooker) war ein Snookerturnier, das vom 11. September bis 7. Dezember 2008 in verschiedenen Orten in Großbritannien ausgetragen wurde.
Ronnie O’Sullivan war der aktuelle Titelverteidiger, der dieses Turnier die 4 vorhergehenden Jahre für sich entscheiden konnte. Er setzte sich im Finale gegen Mark Selby mit 7:2 durch und gewann damit zum achten Mal (1997, 2001–2002, 2004–2008) dieses Turnier.

## Preisgeld
Die Preisgelder betragen:
- Sieger: 50.000 £
- Finalist: 25.000 £
- Halbfinalisten: 12.500 £

- Frame-Gewinn: 1.000 £ (nur in der Gruppenphase)
- Century-Break: 1.000 £

- Insgesamt: 246.000 £

## Qualifikation
Joe Perry qualifizierte sich mit dem Gewinn der Championship League 2008 für dieses Turnier. Alle weiteren Spieler wurden eingeladen.

## Gruppenphase
In der Gruppenphase trat jeder Spieler gegen jeden anderen Spieler an. Ein Match bestand aus 6 Frames, so dass auch Unentschieden zu Stande kommen konnten.
(50+-Breaks sind in Klammern angegeben; Century-Breaks sind fettgedruckt.)
| Datum         | Ort            | Spieler 1         | Ergebnis | Spieler 2      | Framefolge                                                      |
| ------------- | -------------- | ----------------- | -------- | -------------- | --------------------------------------------------------------- |
| 11. September | Grimsby        | Mark Selby        | 4:2      | Ding Junhui    | 51–64, 15–105 (100), (86)–0, (80)–0, (73)–0, (104)–0            |
| 11. September | Grimsby        | Ronnie O’Sullivan | 3:3      | John Higgins   | (62) 63–70, 1–91 (83), (72) 98–0, (85)–0, 67–42, 0–(74)         |
| 18. September | Basingstoke    | John Higgins      | 3:3      | Ding Junhui    | 43–64, 47–68, 46–82 (76), (57) 59–15, (50) 68–58 (50), (78)–4   |
| 18. September | Basingstoke    | Ronnie O’Sullivan | 2:4      | Joe Perry      | 44–59, 6–105 (50, 55), 0–(103), 63–47, (58) 90–0, 31–57         |
| 25. September | Derby          | Joe Perry         | 4:2      | Steve Davis    | 45–77, (80) 85–8, (67) 75–27, (55) 61–0, 63–45, 30–94 (65)      |
| 25. September | Derby          | Mark Selby        | 5:1      | Stephen Hendry | 82–4, 77–9, 76–66, (50) 79–8, 1–75 (52), 67–64                  |
| 9. Oktober    | Great Malvern  | Ronnie O’Sullivan | 6:0      | Ding Junhui    | 63–56, (134)–0, (65) 66–1, (53) 70–31, (71)–30, (126)–0         |
| 9. Oktober    | Great Malvern  | Mark Selby        | 6:0      | Steve Davis    | 68–36, (95)–3, 66–43, (80) 113–7, 73–49, (101)–0                |
| 23. Oktober   | Plymouth       | Ronnie O’Sullivan | 6:0      | Steve Davis    | 103–7, (60) 97–25, (52) 71–38, (62) 113–0, 63–22, 93–0          |
| 23. Oktober   | Plymouth       | Stephen Hendry    | 1:5      | Joe Perry      | 31–(75), 12–62, 72–9, 1–(101), 53–71 (65), 10–75 (66)           |
| 30. Oktober   | Sheffield      | Stephen Hendry    | 4:2      | John Higgins   | (76)–7, (65) 69–9, 24–67 (67), 65–12, 68–61 (56), 25–60 (54)    |
| 30. Oktober   | Sheffield      | Ronnie O’Sullivan | 3:3      | Mark Selby     | (75) 121–10, 60–56, 41–62, (64) 71–28, 5–98, 19–94 (89)         |
| 6. November   | Newport        | Joe Perry         | 2:4      | Ding Junhui    | (50)–85 (70), 4–97, 0–82, (85)–5, 0–80, (90)–0                  |
| 6. November   | Newport        | Steve Davis       | 1:5      | Stephen Hendry | 37–54, 0–84 (78), 75–54, 48–75, 36–78 (72), 37–(86)             |
| 13. November  | Haywards Heath | Ding Junhui       | 4:2      | Steve Davis    | (139)–0, (72) 103–32, (78) 104–0, (56) 92–4, 1–74 (70), (51)–69 |
| 13. November  | Haywards Heath | Mark Selby        | 4:2      | John Higgins   | (102)–0, 37–82, (55) 72–46, (93) 94–32, 28–62 (60), (120) 126–1 |
| 20. November  | Carlisle       | John Higgins      | 2:4      | Joe Perry      | 0–(72), 10–75 (65), 36–81, 1–68, (120)–0, (76)–21               |
| 20. November  | Carlisle       | Ronnie O’Sullivan | 3:3      | Stephen Hendry | 53–60, 1–109 (108), (64) 77–17, 37–73 (72), (68) 94–36, 66–42   |
| 27. November  | Kidderminster  | Mark Selby        | 3:3      | Joe Perry      | (63) 91–3, 59–49, 80–22, 6–(115), 2–57, 22–66 (51)              |
| 27. November  | Kidderminster  | Stephen Hendry    | 3:3      | Ding Junhui    | 36–(85), (88)–1, 0–(113), (50) 69–12, 8–72, 69–13               |
| 27. November  | Kidderminster  | John Higgins      | 3:3      | Steve Davis    | 18–68, 8–57, 66–8, (73)–16, (69) 70–29, 37–67                   |

### Tabelle
Die besten 4 Spieler qualifizierten sich für die Finalrunde. Ein Sieg gab zwei Punkte, ein Unentschieden einen Punkt. Bei gleicher Punktzahl entschied die Anzahl der gewonnenen Frames. Bei gleicher Anzahl gewonnener Frames entschied das direkte Duell. Endete das direkte Duell unentschieden (3:3), so erhielt der Spieler den höheren Tabellenrang, der als Erster 3 Frames im direkten Duell gewonnen hatte.
| Platz |                   | SEL | PER | SUL | HEN | DIN | HIG | DAV | Punkte | Frames | S–U–N |
| ----- | ----------------- | --- | --- | --- | --- | --- | --- | --- | ------ | ------ | ----- |
| 1     | Mark Selby        | x   | 3   | 3   | 5   | 4   | 4   | 6   | 10     | 25:11  | 4–2–0 |
| 2     | Joe Perry         | 3   | x   | 4   | 5   | 2   | 4   | 4   | 9      | 22:14  | 4–1–1 |
| 3     | Ronnie O’Sullivan | 3   | 2   | x   | 3   | 6   | 3   | 6   | 7      | 23:13  | 2–3–1 |
| 4     | Stephen Hendry    | 1   | 1   | 3   | x   | 3   | 4   | 5   | 6      | 17:19  | 2–2–2 |
| 5     | Ding Junhui       | 2   | 4   | 0   | 3   | x   | 3   | 4   | 6      | 16:20  | 2–2–2 |
| 6     | John Higgins      | 2   | 2   | 3   | 2   | 3   | x   | 3   | 3      | 15:21  | 2–1–3 |
| 7     | Steve Davis       | 0   | 2   | 0   | 1   | 2   | 3   | x   | 1      | 8:28   | 0–1–5 |

## Finalrunde
Im Halbfinale trat der Erstplatzierte gegen den Viertplatzierten und der Zweitplatzierte gegen den Drittplatzierten der Gruppenphase an. Es wurde Best of 9 gespielt, so dass derjenige Spieler, welcher als erstes 5 Frames für sich entscheiden konnte, ins Finale eintrat. Im Finale wurde dann Best of 13 gespielt, so dass der Spieler, welcher als erstes 7 Frames für sich entscheiden konnte, das Match und somit auch das Turnier gewann.
|  | Halbfinale 6. Dezember 2008 Hopton-on-Sea | Halbfinale 6. Dezember 2008 Hopton-on-Sea | Halbfinale 6. Dezember 2008 Hopton-on-Sea |  |  | Finale 7. Dezember 2008 Hopton-on-Sea | Finale 7. Dezember 2008 Hopton-on-Sea | Finale 7. Dezember 2008 Hopton-on-Sea |
|  |                                           |                                           |                                           |  |  |                                       |                                       |                                       |
|  |                                           |                                           |                                           |  |  |                                       |                                       |                                       |
|  | 1                                         | Mark Selby 1                              | 5                                         |  |  |                                       |                                       |                                       |
|  | 4                                         | Stephen Hendry                            | 0                                         |  |  |                                       |                                       |                                       |
|  |                                           |                                           |                                           |  |  | 1                                     | Mark Selby                            | 2                                     |
|  |                                           |                                           |                                           |  |  | 3                                     | Ronnie O’Sullivan 3                   | 7                                     |
|  | 2                                         | Joe Perry                                 | 4                                         |  |  |                                       |                                       |                                       |
|  | 3                                         | Ronnie O’Sullivan 2                       | 5                                         |  |  |                                       |                                       |                                       |
|  |                                           |                                           |                                           |  |  |                                       |                                       |                                       |

Framefolge:

## Century-Breaks
Insgesamt gab es 14 Century-Breaks in der Gruppenphase und 6 in der Finalrunde.
- 139, 113, 100 Ding Junhui
- 134, 126, (105), (104) Ronnie O’Sullivan
- (128), 120, (115), (110), 104, 102, 101 Mark Selby
- 120 John Higgins
- 115, 103, 101, (100) Joe Perry
- 108 Stephen Hendry

(In der Finalrunde erreichte Century-Breaks stehen in Klammern.)